# Цапарско поље
Цапарско поље (за време Турака Ђават-Кол), је мали предео у Северној Македонији, западно од Битоља, у горњем току реке Шемнице.
С југа је ограђено планином Бабом (Пелистер 2601 m), са североистока Белим каменом (1431 m) и другим мањим висовима, а на западу преко ђаватске преседлине (1167 m) Преспанским језером и градом Ресном. Преко та два прелаза куда је пролазила римска Via Egnatia, води главни пут. 
У Цапарском пољу има 13 села, међу којим су највећа Цапари и Ђавато. Пре педесетак година,(око 1950 год.) део Поља који је био насут облуцима флувијално-глацијалног наноса, претворен је на већој површини у плодно аграрно тло, на коме се претежно гаји воће.